# Passions, He Had Three
Passions, He Had Three er en amerikansk stumfilm fra 1913 af Henry Lehrman.

## Medvirkende
- Roscoe Arbuckle.
- Beatrice Van som Jenny Brown.
- Charles Avery som Si Black.
- Nick Cogley.
- Alice Davenport.